# Nowhere Left to Run
Nowhere Left To Run  —en español: No queda ningún lugar adónde escapar— es un cortometraje musical de tema vampírico protagonizado por la banda británica de pop rock McFly en el año 2010. Grabada en apenas tres días, la película fue publicada por primera vez de forma exclusiva para los miembros de la página web de la banda el 13 de octubre de 2010. Durante el transcurso del cortometraje se incluyen siete canciones para promocionar Above the Noise, el quinto álbum de estudio de la banda, de hecho, el rodaje de Nowhere Left to Run tenía como uno de sus principales objetivos el filmar al mismo tiempo los vídeos musicales de los próximos sencillos de la banda, cosa que finalmente solo se cumplió para «Party Girl».

## Reparto[2]
| McFly - Tom Fletcher - Harry Judd - Danny Jones - Dougie Poynter Personajes secundarios - Luke Healy - Mánager - Leanne Michael - Chica de la limpieza - Nic Sleight - Batería de repuesto - Lucy Edwards - Presentadora de televisión - Clemmie Moodie - Lector de noticias | Chicas vampiro - Sara Hill - Josephine McGrail - Adele Pentland - Sophie Usher - Jo White Chicas de la discoteca - Cassie Truman - Kayleigh Page |

## Argumento
El inicio del filme muestra a Dougie siendo perseguido a través del bosque por mujeres. Se refugia en una iglesia e intenta contener las puertas para impedir que lo capturen. La escena se corta y se produce una analepsis hacia un tiempo anterior donde la banda está siendo entrevistada tres días antes de la publicación de su nuevo álbum, con Harry actuando de manera extraña. Una vez terminada la entrevista se ve entrar a Harry al camerino de la presentadora. Posteriormente la banda decide que va a terminar de grabar su nuevo álbum en una nueva ubicación, lejos de todas las distracciones, una mansión de las afueras. Una vez allí, los chicos se enteran a través de la televisión de que la presentadora que les había entrevistado había desaparecido y que su camerino había sido encontrado cubierto de sangre. El mánager quita importancia a las preocupaciones de banda. Poco después Harry persigue a la chica de la limpieza seduciéndola y encerrándola en una habitación donde le muerde en el cuello revelando que es un vampiro. Poco después se muestra a la banda inmersa en el proceso de grabación de Party Girl. Tom expresa su preocupación por el comportamiento de Harry a los otros dos miembros de la banda pero Danny le defiende diciendo que sólo está pasándoselo bien. A continuación, la banda toca Shine a Light mientras la secuencia se intercala con el despertar de la chica de la limpieza ya como una vampiro. Intenta atacar al mánager de la banda pero este la contiene con un crucifijo (revelando que él es consciente de la situación de Harry). Cuando termina la grabación Harry sugiere celebrar una fiesta, que se desarrolla únicamente con presencias femeninas. Danny sale al jardín donde Tom está sentado solo y discuten de nuevo sobre el extraño comportamiento de Harry. Cuando Danny regresa dentro descubre que todas las chicas se han ido a la habitación de Harry. Entonces se muestra una escena en la que Harry aparece en la cama con varias mujeres a las que también acaba mordiendo. Mientras, en los exteriores de la mansión, Tom avista a lo lejos a la chica de la limpieza que llevaba tiempo desaparecida y va a buscarla. Ella le sorprende y le ataca, pero Tom se defiende y consigue escapar. Cuando llega junto a Danny y Dougie les cuenta lo sucedido, pero ellos se ríen y no se creen que la chica de la limpieza «tenga colmillos». A la mañana siguiente en el desayuno Harry se niega a continuar la grabación (prefiriendo seguir con las chicas de la noche anterior), y por lo tanto, la banda decide reemplazarlo. Cuando Harry descubre esto, ordena a dos vampiresas que asesinen al chico sustituto, al que asfixian con una bolsa de plástico. Mientras tanto, la presentadora de televisión vuelve a aparecer delante de Dougie durante su sesión en el gimnasio y le intenta morder. Danny y Tom llegan en el momento oportuno y ella se convierte en polvo por la luz del sol. A continuación, le cuentan a su mánager lo que Harry ha hecho y deciden que tienen que matarlo. Para ello diseñan un plan para el cual modifican sus guitarras y el equipamiento electrificado. Convencen a Harry para tocar «End of the World» y este cae desmayado debido a la corriente eléctrica en medio del ensayo y sus compañeros terminan rematándolo con un mástil de guitarra a modo de estaca. Después del éxito del plan; Tom es atacado (y mordido) por la chica de limpieza y Dougie y Danny huyen fuera de la mansión perseguidos por un grupo de vampiros. Danny ve a su mánager muerto en el suelo y decide refugiarse en el coche mientras le grita a Dougie «Dont go into the woods! (no te metas en el bosque)». A continuación intenta encender el coche pero uno de los vampiros está en el asiento trasero listo para atacarlo. El cortomotraje finaliza con la misma escena de apertura.

## Contenido adicional
1. «Tomas falsas» - 3:00
2. «The Making Of» - 29:00
3. «Party Girl Video» - 3:13
4. «Shine A Light Video» - 3:39
5. «End Of The World Video» - 4:04
6. «Trailer» - 1:00